# Xavi Vierge
Xavi Vierge (Barcelona, 30 de abril de 1997) é um motociclista espanhol, atualmente compete na WorldSBK Championship  pela equipa Honda Team HRC

## Carreira
Xavi Vierge fez sua estreia na Moto2 em 2014.